# Ferdinand Pelzer

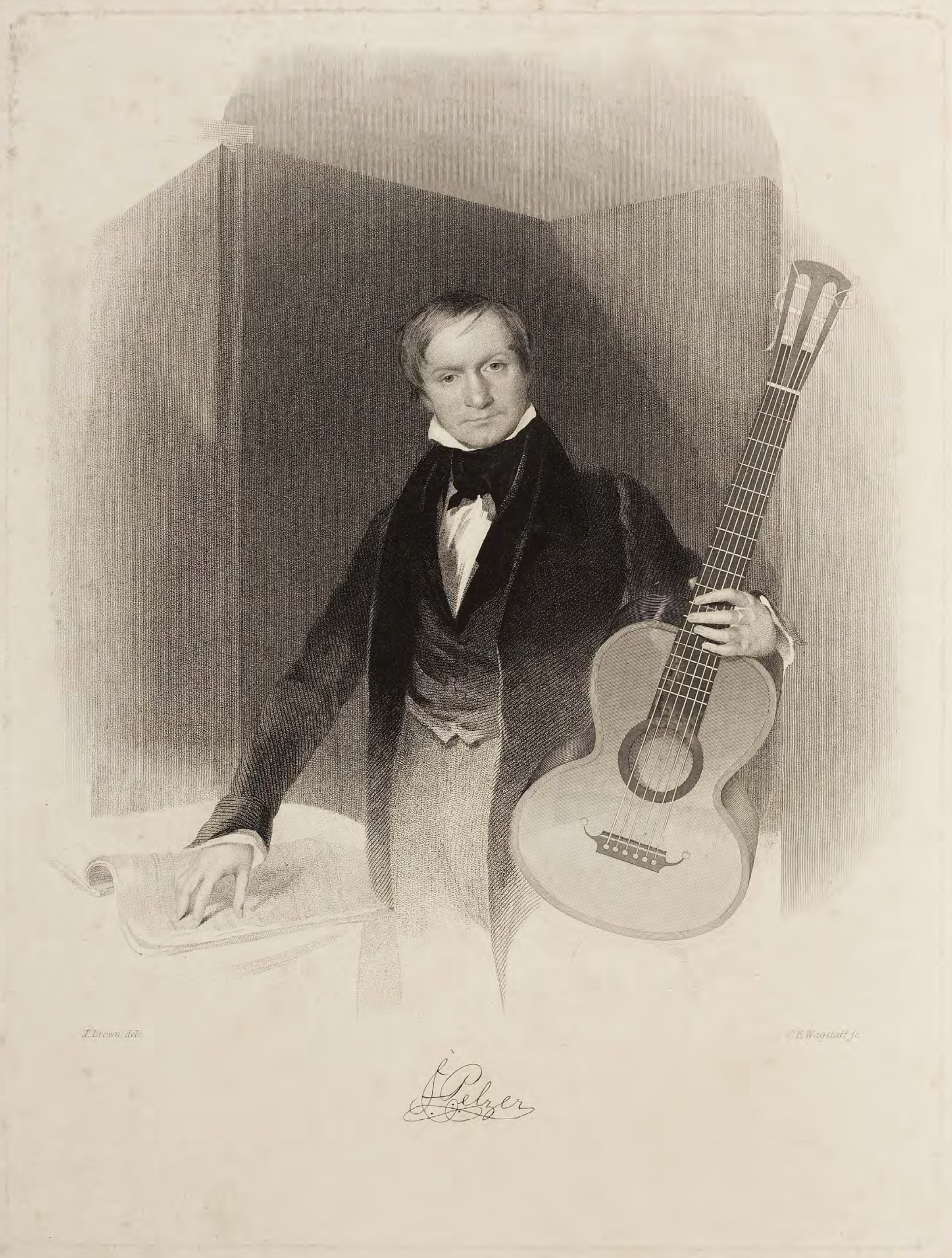
Ferdinand Pelzer, ca. 1840

Ferdinand Pelzer (* 1801 in Trier; † 1861 in London) war ein deutscher Gitarrist und Musikpädagoge.

## Leben
Pelzer studierte zunächst in Trier Mathematik und Musik, insbesondere Gesang. 1820 traf er auf den englischen Offizier George Phillips, der ihn in sein Londoner Haus einlud. Pelzer übersiedelte daraufhin mit seiner Ehefrau Marie nach England und etablierte sich schnell als Gitarrist und Gitarrenlehrer. Seine erstmals 1833 erschienene Gitarrenschule Instructions for the Spanish Guitar widmete er George Phillips. Inhaltlich war das Werk vor allem von dem in London lebenden italienischen Gitarristen Giuseppe Anelli geprägt.
Ebenfalls 1833 erschien die erste Ausgabe der von Pelzer, Felix Horetzky und Leonhard Schulz herausgegebenen Gitarrenzeitschrift The Giulianiad, or Guitarist's Magazine. Diese weltweit erste gitarristische Zeitschrift wurde zu Ehren des zeitgenössischen Virtuosen Mauro Giuliani benannt, allerdings bereits 1835 nach 13 Ausgaben wieder eingestellt.
Pelzer beschäftigte sich mit Methoden der Musikausbildung und war der Meinung, dass eine musikalische Bildung zu moralischer und religiöser Besserung führe. Als 1839 vom Privy Council eine Kommission zur Verwaltung des öffentlichen Bildungsbudgets eingerichtet wurde, hoffte Pelzer, dass sein „universales System der Musikerziehung“, das er 1842 auch veröffentlichte, berücksichtigt würde. Diese Hoffnung erfüllte sich allerdings nicht.
Pelzer hatte mit seiner Ehefrau Maria (1804–1863) sechs Kinder, darunter vier Töchter, die allesamt Musikerinnen wurden. Catharina (1821–1895) war, wie ihr späterer Ehemann Robert Sidney Pratten, ein vielbeachtetes Wunderkind und wurde als Madame Sidney Pratten sowohl als Konzertgitarristin wie auch als Gitarrenlehrerin bekannt.  Jane (1831–1846) und Annie (1833–1897) spielten Klavier und Concertina. Giulia (1838–1938) war als Lehrerin für Gitarre und Mandoline an der Guildhall School of Music tätig.

## Ausgewählte Werke
- 1833: Instructions for the Spanish Guitar[4]
- 1833–1835: Mitherausgeber der Zeitschrift The Giulianiad
- 1842: Music for the People, based on his Universal System of Instruction in Music